# Dasumia chyzeri
Dasumia chyzeri là một loài nhện trong họ Dysderidae.
Loài này thuộc chi Dasumia. Dasumia chyzeri được Wladislaus Kulczynski miêu tả năm 1906.